# Vectorafbeelding
Een vectorafbeelding is een grafische voorstelling die opgebouwd is uit eenvoudige meetkundige objecten, zoals punten, lijnen, krommen, polygonen e.d. Complexe vormen ontstaan door combinaties van deze basisvormen. De afbeelding wordt beschreven door de formules van de objecten. Daardoor laten vectorafbeeldingen zich tot elk gewenst formaat vergroten zonder dat ze wazig of blokkerig worden. Lijnen en krommen worden bij inzoomen niet dikker, tenzij ze met dikte worden gedefinieerd, door de beide zijkanten en de opvulling ertussen apart te definiëren. Dit wordt ook toegepast op letters, cijfers en andere tekens, waardoor teksten bij inzoomen ook mooier zijn.
Dit in tegenstelling tot een rasterafbeelding (bitmap), waarbij individuele pixels van het digitale canvas los worden ingekleurd. De resolutie voor de gekozen schaal ligt dan vast, als gevolg waarvan de afbeelding wazig of blokkerig wordt bij vergroting.
In de beschrijving van een vectorafbeelding kan bijvoorbeeld staan dat er een cirkel van een bepaalde kleur en grootte over een tekst heen moet worden getekend. Van zowel de tekst als de cirkel komt de absolute grootte niet vast te liggen, alleen de onderlinge verhouding. Vectorafbeeldingen benutten bij inzoomen het grotere aantal beschikbare schermpixels om het object gedetailleerder weer te geven. Bij krommen die worden gedefinieerd als polygonale lijnen wordt dit begrensd door de mate waarin deze de krommen benaderen (hoe meer lijnstukken, hoe nauwkeuriger). Als een kromme door een of meer formules kan worden beschreven geeft dat bij inzoomen een beter resultaat.
Afbeeldingen die zowel groot als klein scherp moeten zijn, worden bij voorkeur als vectorafbeeldingen gemaakt. Dit zijn bijvoorbeeld logo's (voor billboards, vlaggen etc). Kleuren kunnen worden vastgelegd in kleurcoderingen, waardoor in de juiste kleur gedrukt kan worden. Bekende programma's voor het maken van vectorafbeeldingen zijn: CorelDRAW, Adobe Illustrator en Inkscape. Bekende bestandsindelingen zijn .svg (Scalable Vector Graphics), en .wmf (Windows Metafile). Ook PostScript heeft mogelijkheden voor vectorafbeeldingen. Ook Adobe Flash werkt op basis van vectorafbeeldingen.
Bij het inzoomen op een kaart kan er ook voor gekozen worden tekens bij inzoomen niet groter weer te geven, waardoor er ruimte is voor meer teksten.

## Verschil tussen vector- en rasterafbeelding
De onderstaande afbeelding illustreert het verschil tussen een vectorafbeelding (links) en een rasterafbeelding (rechts). In beide gevallen is een cirkel afgebeeld. Wat niet te zien is, is dat de linkercirkel een vectorafbeelding is terwijl de rechter afbeelding uit een grote verzameling pixels bestaat. Pas als we de afbeeldingen vergroten, wordt het verschil duidelijk. Bij de vectorafbeelding gaat het vergroten van de afbeelding niet ten koste van de kwaliteit van de figuur. Vergroot men de rasterafbeelding echter, dan worden de afzonderlijke pixels zichtbaar en wordt de rand van de cirkel een hobbelige "trap". Ook in kleur is er verschil: in rasterafbeeldingen kan elke pixel een andere kleur hebben. Rastervormen kunnen daardoor even natuurlijk polychroom zijn als verf die met een niet-digitaal penseel is gemengd op een palet. Vectorvormen zijn daarentegen door hun formule-gebaseerde natuur monochroom of een verlooptint waarin twee monochromen vloeiend in elkaar overlopen.

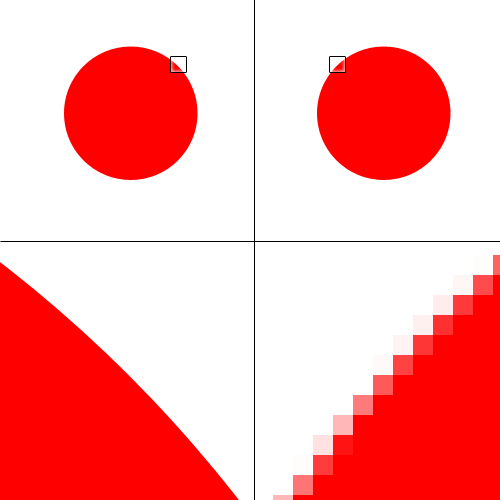
Links een vectorafbeelding, rechts een rasterafbeelding

## Vectorkunst
In de digitale schilderkunst is 'vector' een schildersmedium dat samen met raster tot de twee hoofdstromingen behoort. Programma's voor vectorschilderen maken gebruik van de Bezierkromme voor een vloeiend verloop van lijnen. Anders dan bij raster worden lijnen niet met de hand getrokken met een digitaal penseel, maar min of meer geboetseerd met een instrument dat aangrijpt op manipuleerbare 'handvatten' die op lijnstukken worden geplaatst. De werkwijze is daardoor minder spontaan dan voor raster. Daar staat tegenover dat, eenmaal gevormd, lijnen en vlakken gehoorzamen aan allerlei een-klik-operaties zoals verandering van kleur en van locatie, vergroten, verkleinen, roteren etc. De twee media worden ook wel gecombineerd, wat een contrast oplevert tussen de strakke uitstraling van vector en de polychrome kleuren en zacht afgebakende vormen van raster.